# Henri Martin
Henri-Jean-Guillaume Martin (Toulouse, 5 de agosto de 1860 - Labastide-du-Vert, 12 de novembro de 1943) foi um renomado pintor francês de orientação pós-impressionista.

## Vida e obra

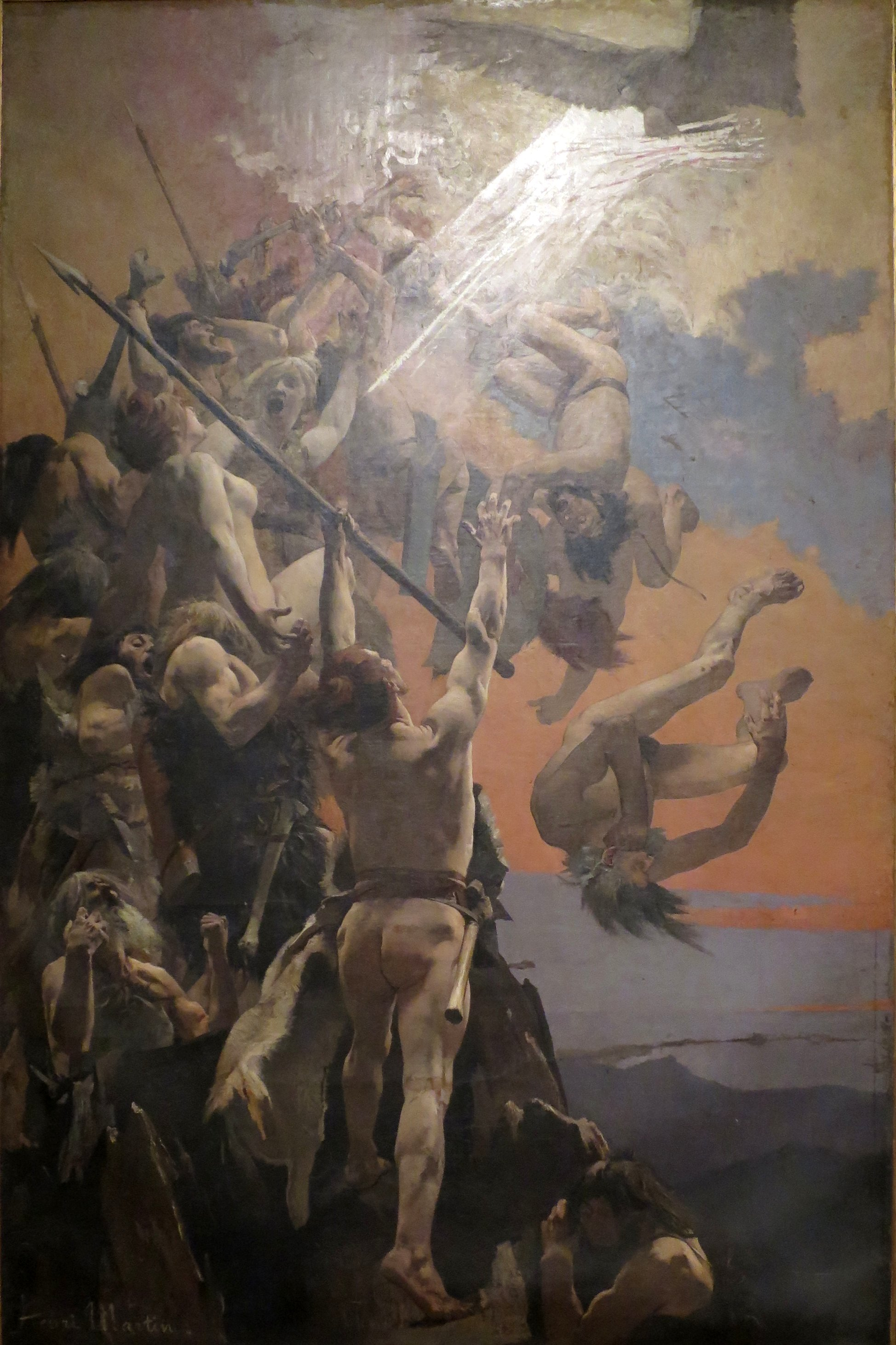
Os Titãs escalando o céu (1885). Acervo do Museu Nacional de Belas Artes, Rio de Janeiro.

Filho de um carpinteiro, Henri Martin matriculou-se, em 1877, na École des Beaux-Arts de Toulouse, onde foi aluno de Jules Garipuy e Henry-Eugéne Delacroix. Em 1879, graças a uma subvenção da municipalidade, mudou-se para Paris. Na capital francesa, foi colaborador de Henri Doucet e estudou com Jean-Paul Laurens - retratista de Rodin e pintor de temas históricos de grande renome, bastante conhecido em função de sua famosa Morte de Catão de Útica (1863). Seguindo os passos do mestre, foi premiado com uma medalha no Salon de 1883, com a pintura Françoise de Rimini (Museu de Carcassone).
Sua obra-prima nesse período foi a gigantesca tela Os Titãs escalando o céu (Museu Nacional de Belas Artes, Rio de Janeiro, 1885), que lhe valeu uma bolsa de estudos para a Itália. Lá, na companhia de Edmond Aman-Jean e Ernest Laurent, Henri Martin estudou a obras do antigos mestres, como Giotto e Masaccio. Esse período italiano estabeleceria uma profunda inflexão em sua pintura, orientando-o rumo a uma mais palatável inspiração poética. Faz incursões no campo do divisionismo, sem abandonar, entretanto, a temática de cunho acadêmico. Tampouco se prende à teorização de Georges Seurat e Paul Signac, preferindo composições mais espontâneas, com pinceladas curtas, separadas e paralelas, para a construção da forma e da luz.
Leitor de Poe, Dante, Byron e Baudelaire e Verlaine, produz algumas obras de orientação simbolista como Chacun sa chimère (1891) e Vers l’abîme (1897), além de paisagens nebulosas, povoadas por rostos melancólicos e atemporais, sem recorrer, entretanto, à morbidade ou aos impulsos reprimidos tão caros aos representantes do movimento. Em 1892, participou dos salões da Rosa-cruz, organizados por Joséphin Peladan.
Henri Marti recebeu a medalha de ouro no Salon de 1889 e tornou-se membro da Legião de Honra neste mesmo ano. Em 1895, organizou uma bem sucedida exposição individual na Galeria Mancini. Recebeu o Grande Prêmio da Exposição Universal de 1900, em Paris. Nesse período, tornou-se amigo de Auguste Rodin. O pintor esteve entre os artistas mais solicitados da Terceira República, recebendo inúmeras encomendas oficiais, destacando-se as obras para a Prefeitura de Paris, para o Palácio da Justiça, para a Sorbonne (1908), para o Conseil d'État , para a Subprefeitura de Mairie, para o 5º Arrondissement de Paris, entre outros. Em 1917, tornou-se membro da Academia de Belas-Artes e, em 1918, membro do Instituto de França.

Les rêveurs

## Obras
| Data (aprox.) | Obra                                                                        | Localização                                                                      |
| ------------- | --------------------------------------------------------------------------- | -------------------------------------------------------------------------------- |
| 1890          | Sérénité (Virgílio, Eneida, Livre VI)                                       | Museu de Orsay, Paris                                                            |
| 1920          | Les Toits, Saint-Cirq-Lapopie                                               | Museu de Orsay                                                                   |
| 1920          | La Pergola                                                                  | Museu de Petit Palais, Genebra                                                   |
| 1911          | Déjeuner champêtre                                                          | Museu da Prefeitura de Oise, Beauvais                                            |
| 1904          | L’Aube ou l’Enfance, Le Midi ou la Force de l’âge, Le Soir ou la Vieillesse | Hotel Central da Caisse d'Epargne Provence-Alpes-Corse, Marselha                 |
| 1903          | Portrait de femme âgée, Étude pour l'Automne                                | Museu de belas-artes de Valenciennes, depositado no Museu de Cahors Henri-Martin |
| 1904          | La vieille maison                                                           | Museu Fabre, Montpellier                                                         |
| 1926          | Ouvrier piqueur, Étude pour Le Travail, Conseil d'État                      | Museu de belas-artes de Valenciennes, depositado no Museu de Cahors Henri-Martin |
| 1932          | Étude pour le Monument aux morts de Cahors                                  | Museu de Belas Artes de Bordéus, depositado no Museu de Cahors Henri-Martin      |
| 1932          | Communiantes, Étude pour le Monument aux morts de Cahors                    | Museu de Belas Artes de Bordéus, depositado no Museu de Cahors Henri-Martin      |
| 1932          | Deux communiantes, Étude pour le Monument aux morts de Cahors               | Museu de Belas Artes de Bordéus, depositado no Museu de Cahors Henri-Martin      |
| 1932          | Officier déposant une couronne, Étude pour le Monument aux morts de Cahors  | Museu de Belas Artes de Bordéus, depositado no Museu de Cahors Henri-Martin      |
| 1910          | Les Regains                                                                 | Fundo Nacional de Arte Contemporânea, Museu de Cahors Henri-Martin, Cahors,      |
| 1880          | Orphée                                                                      | Museu de Cahors Henri-Martin, Cahors                                             |
| 1880          | Portait de Jean Rivière                                                     | Museu de Cahors Henri-Martin, Cahors                                             |
| 1883          | Portrait d'enfant                                                           | Museu de Cahors Henri-Martin, Cahors                                             |
| 1883          | Étude pour Caïn                                                             | Museu de Cahors Henri-Martin, Cahors                                             |
| 1890-1900     | Berger et ses moutons                                                       | Museu de Cahors Henri-Martin, Cahors                                             |
| 1890-1900     | Chevrière devant une maison de Labastide-du-Vert                            | Museu de Cahors Henri-Martin, Cahors                                             |
| 1890-1900     | Couple en conversation devant une ferme                                     | Museu de Cahors Henri-Martin, Cahors                                             |
| 1890-1900     | Effet du matin à Labastide-du-Vert                                          | Museu de Cahors Henri-Martin, Cahors                                             |
| 1890-1900     | Le Pont de Labastide-du-Vert                                                | Museu de Cahors Henri-Martin, Cahors                                             |
| 1890-1900     | Les Trois muses                                                             | Museu de Cahors Henri-Martin, Cahors                                             |
| 1890-1900     | Méditation                                                                  | Museu de Cahors Henri-Martin, Cahors                                             |
| 1894          | Berger rentrant ses moutons                                                 | Museu de Cahors Henri-Martin, Cahors                                             |
| 1894          | Le Christ et la Samaritaine                                                 | Museu de Cahors Henri-Martin, Cahors                                             |
| 1894          | Muse pensive au jardin                                                      | Museu de Cahors Henri-Martin, Cahors                                             |
| 1894          | Saint François d'Assise                                                     | Museu de Cahors Henri-Martin, Cahors                                             |
| 1895          | Charité                                                                     | Museu de Cahors Henri-Martin, Cahors                                             |
| 1895          | Jeune femme à la robe fleurie                                               | Museu de Cahors Henri-Martin, Cahors                                             |
| 1897          | La Justice                                                                  | Museu de Cahors Henri-Martin, Cahors                                             |
| 1900          | Berger et ses trois muses                                                   | Museu de Cahors Henri-Martin, Cahors                                             |
| 1900          | Rêverie automnale                                                           | Museu de Cahors Henri-Martin, Cahors                                             |
| 1902          | Profil au voile                                                             | Museu de Cahors Henri-Martin, Cahors                                             |
| 1913          | Étude pour Dans la lumière                                                  | Museu de Cahors Henri-Martin, Cahors                                             |
| 1920          | Barques à Collioure                                                         | Museu de Cahors Henri-Martin, Cahors                                             |
| 1920          | Labastide-du-Vert, La Maison du sabotier                                    | Museu de Cahors Henri-Martin, Cahors                                             |
| 1920          | Labastide-du-Vert, Le Matin                                                 | Museu de Cahors Henri-Martin, Cahors                                             |
| 1920          | Labastide-du-Vert, Le Village                                               | Museu de Cahors Henri-Martin, Cahors                                             |
| 1920          | Labastide-du-Vert, Les Collines                                             | Museu de Cahors Henri-Martin, Cahors                                             |
| 1920          | Le Pont de Labastide-du-Vert, La Chèvre blanche                             | Museu de Cahors Henri-Martin, Cahors                                             |
| 1920          | Le Village de Labastide-du-Vert et son église                               | Museu de Cahors Henri-Martin, Cahors                                             |
| 1920          | Saint-Cirq-Lapopie                                                          | Museu de Cahors Henri-Martin, Cahors                                             |
| 1920          | Saint-Cirq-Lapopie, La Place                                                | Museu de Cahors Henri-Martin, Cahors                                             |
| 1927          | Étude pour Les Vignes en automne                                            | Museu de Cahors Henri-Martin, Cahors                                             |
| 1930          | Bouquet de fleurs des champs                                                | Museu de Cahors Henri-Martin, Cahors                                             |
| 1932          | Le Monument aux morts de Cahors                                             | Museu de Cahors Henri-Martin, Cahors                                             |
| 1932          | Portait de l'abbé Pujol, Étude pour le Monument aux morts de Cahors         | Museu de Cahors Henri-Martin, Cahors                                             |
| 1932          | Étude pour Poètesses au bord d'un lac                                       | Museu de Cahors Henri-Martin, Cahors                                             |
| 1938          | Autoportait                                                                 | Museu de Cahors Henri-Martin, Cahors                                             |
| 1939          | Étude pour les Champs-Élysées                                               | Museu de Cahors Henri-Martin, Cahors                                             |
| 1939          | La famille, salle des mariages                                              | Mairie du 10e arrondissement de Paris                                            |
| 1912          | Les Dévideuses                                                              | Museu Antoine-Lécuyer, Saint-Quentin                                             |

## Galeria

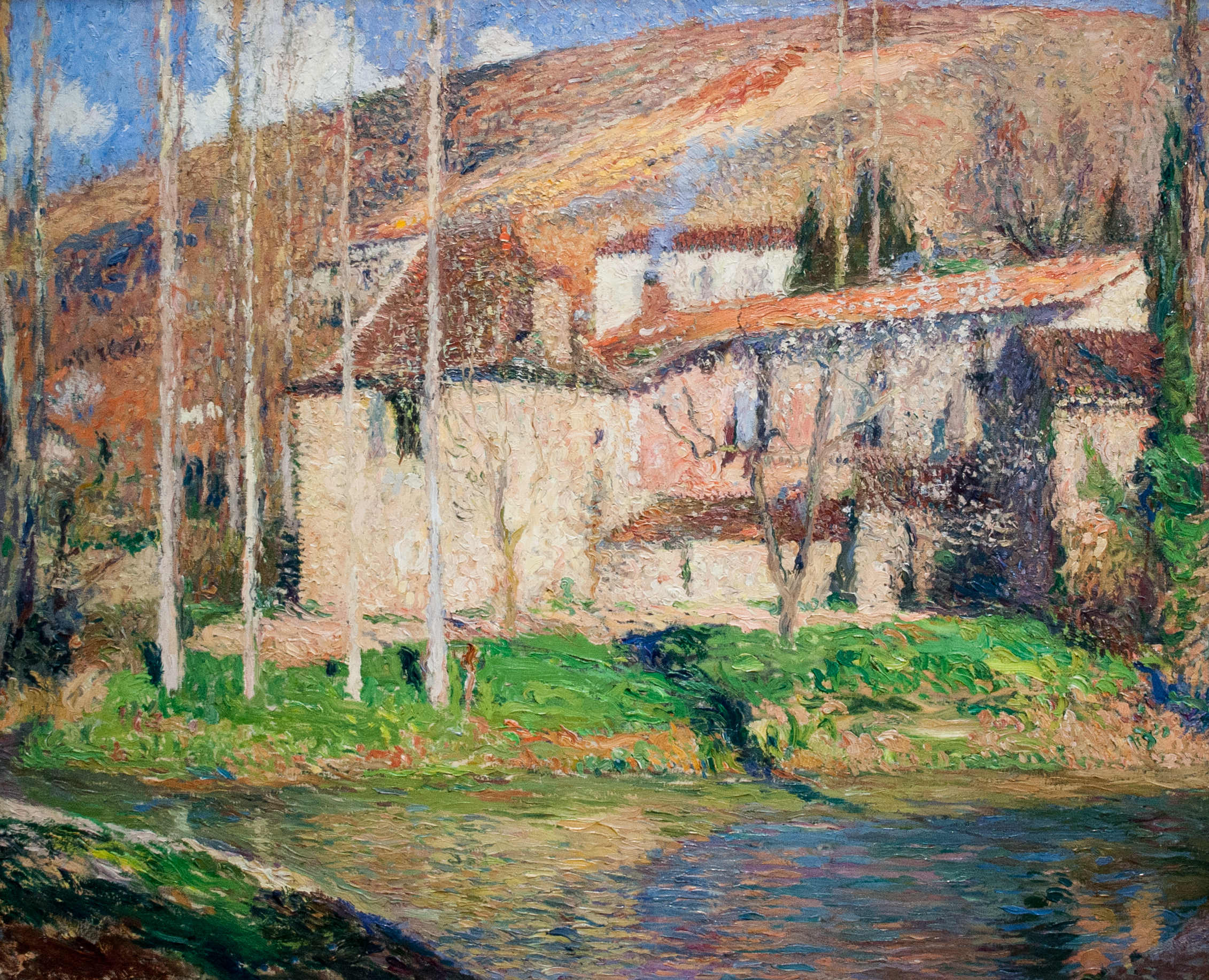
Vue de Labastide-du-Vert, 1910
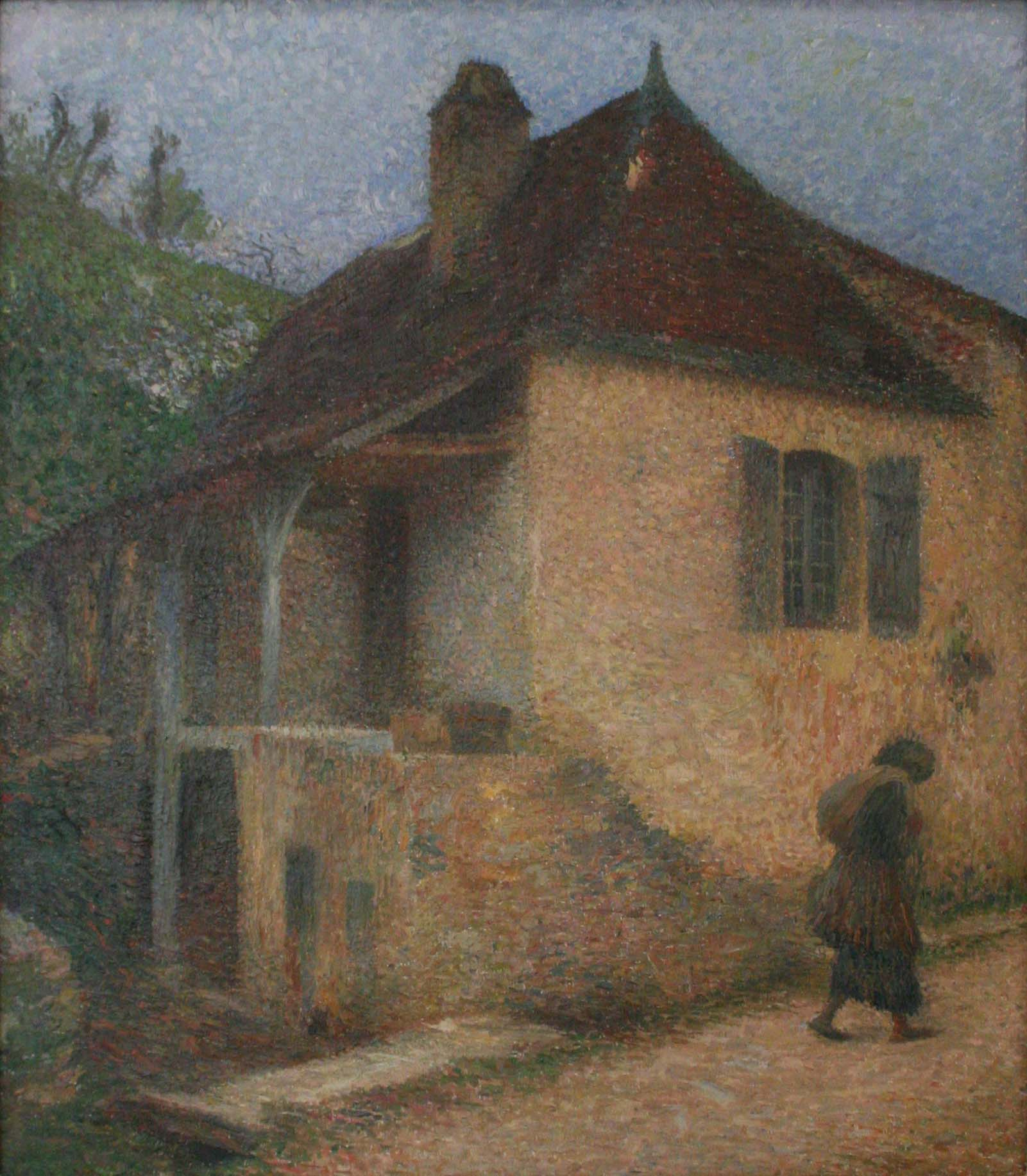
La vieille maison, 1904, Musée Fabre, Montpellier.
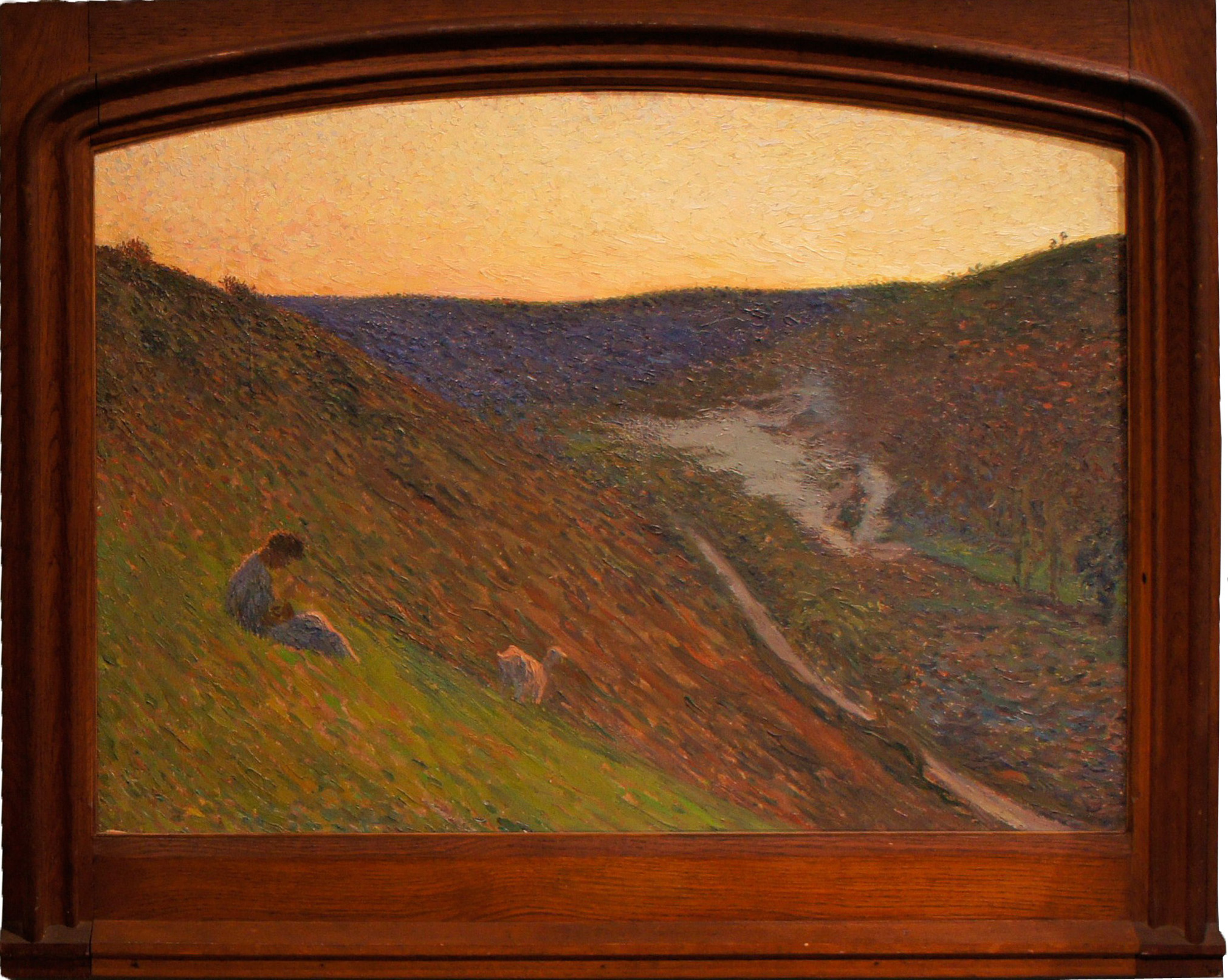
La vallée du vert,  Musée des Beaux-Arts de Reims.
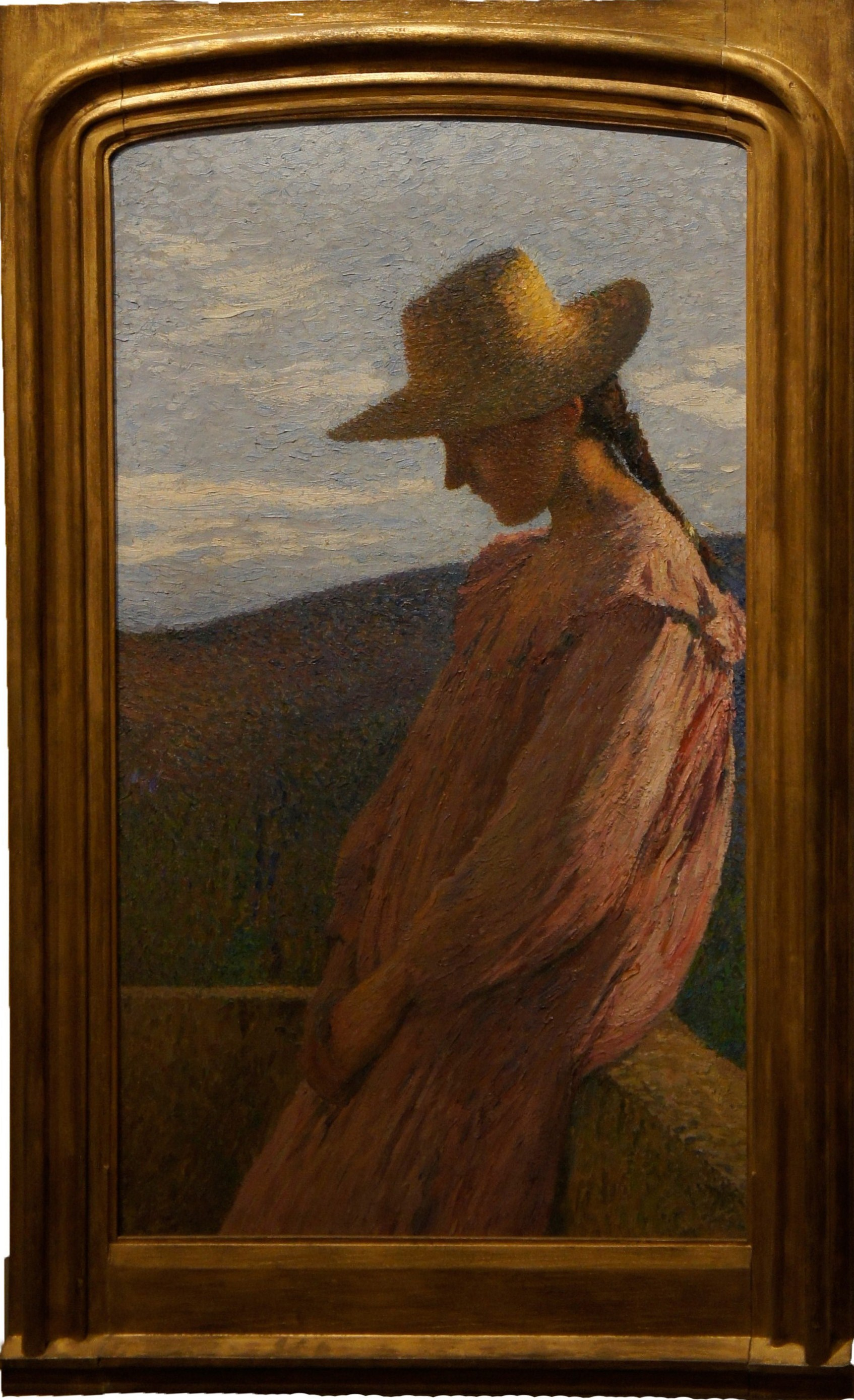
Jeune fille assise, Musée des Beaux-Arts de Reims.
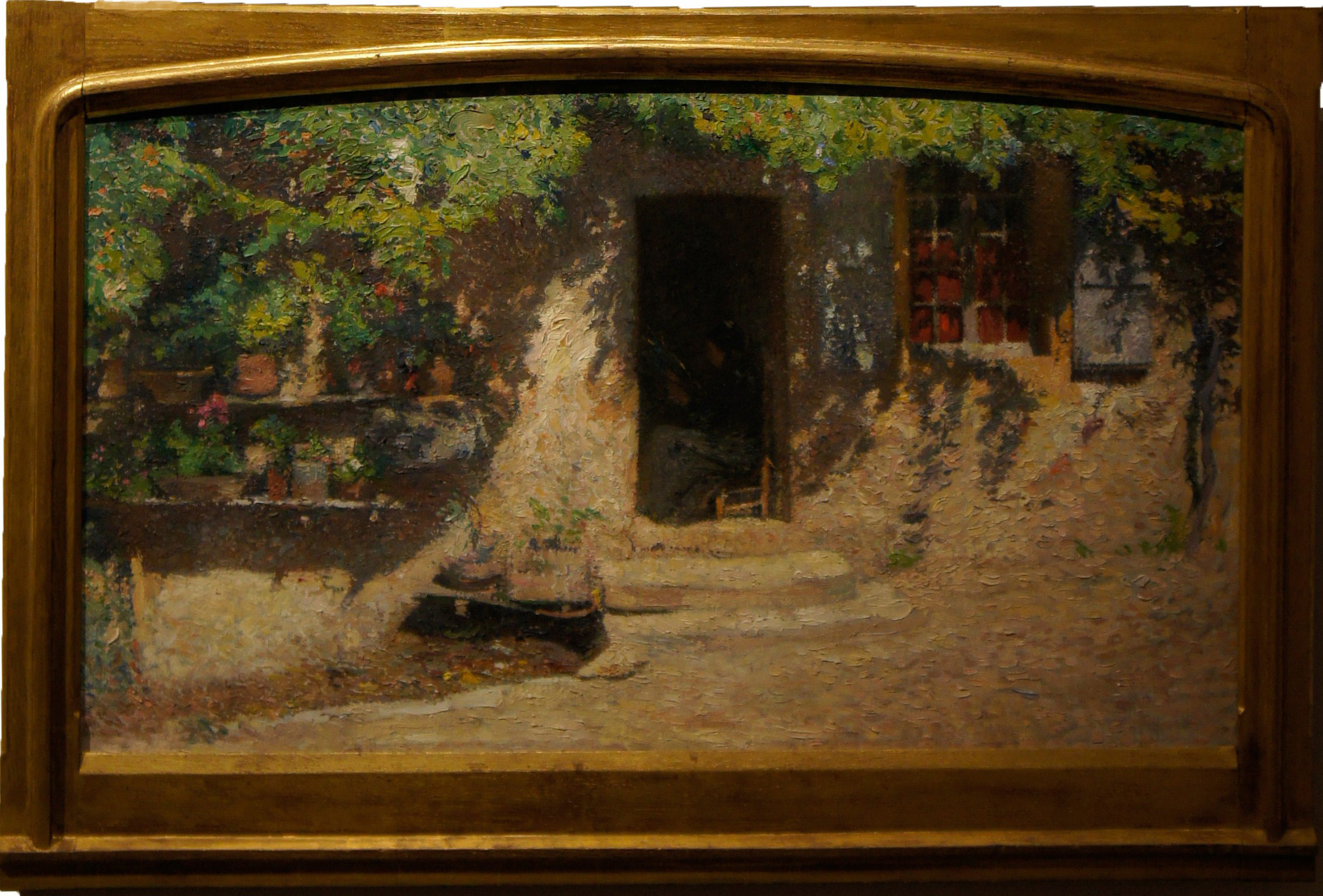
Devant de porte ensoleillé, Musée des Beaux-Arts de Reims.
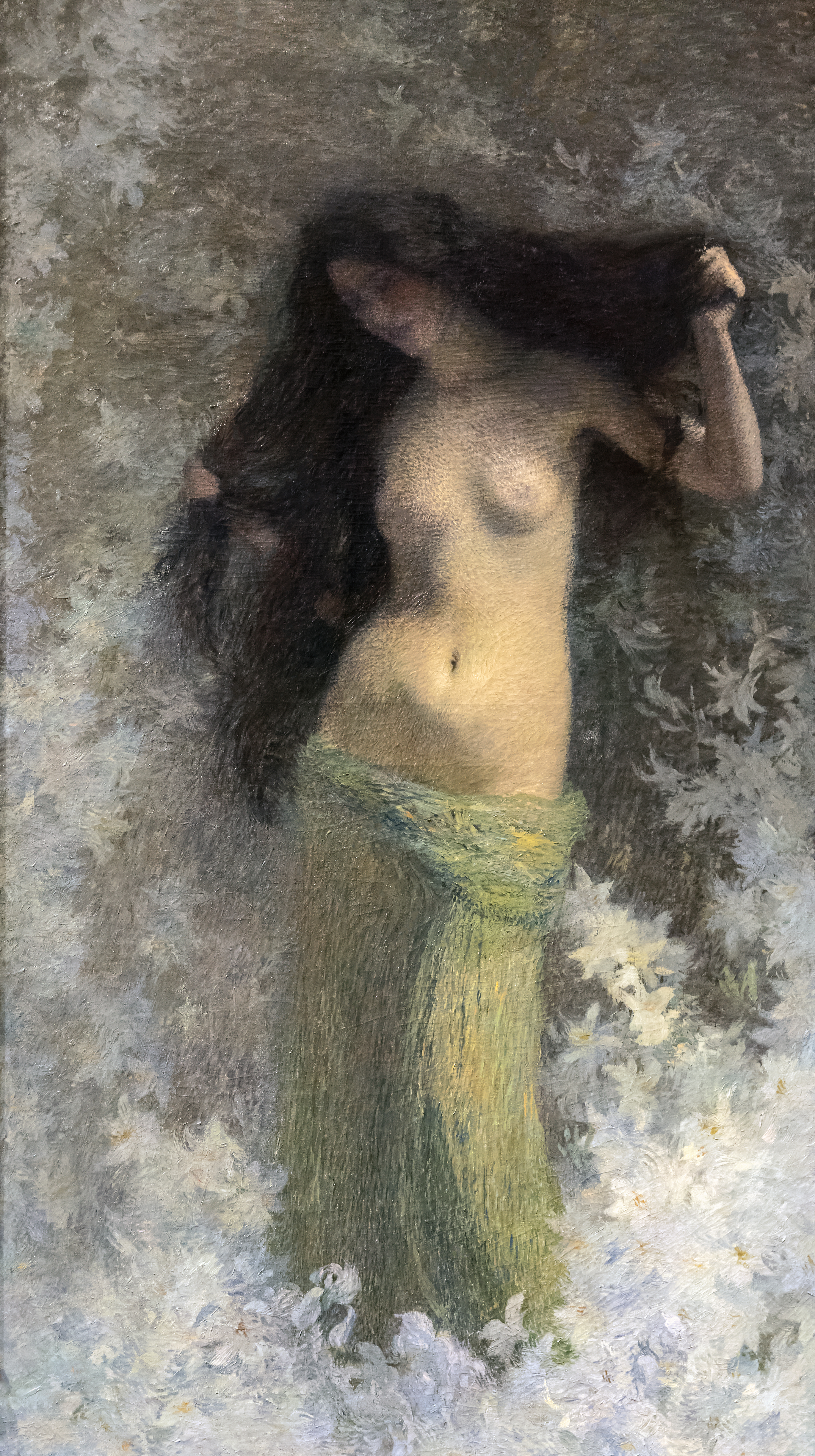
Beauté